# Krummhörn

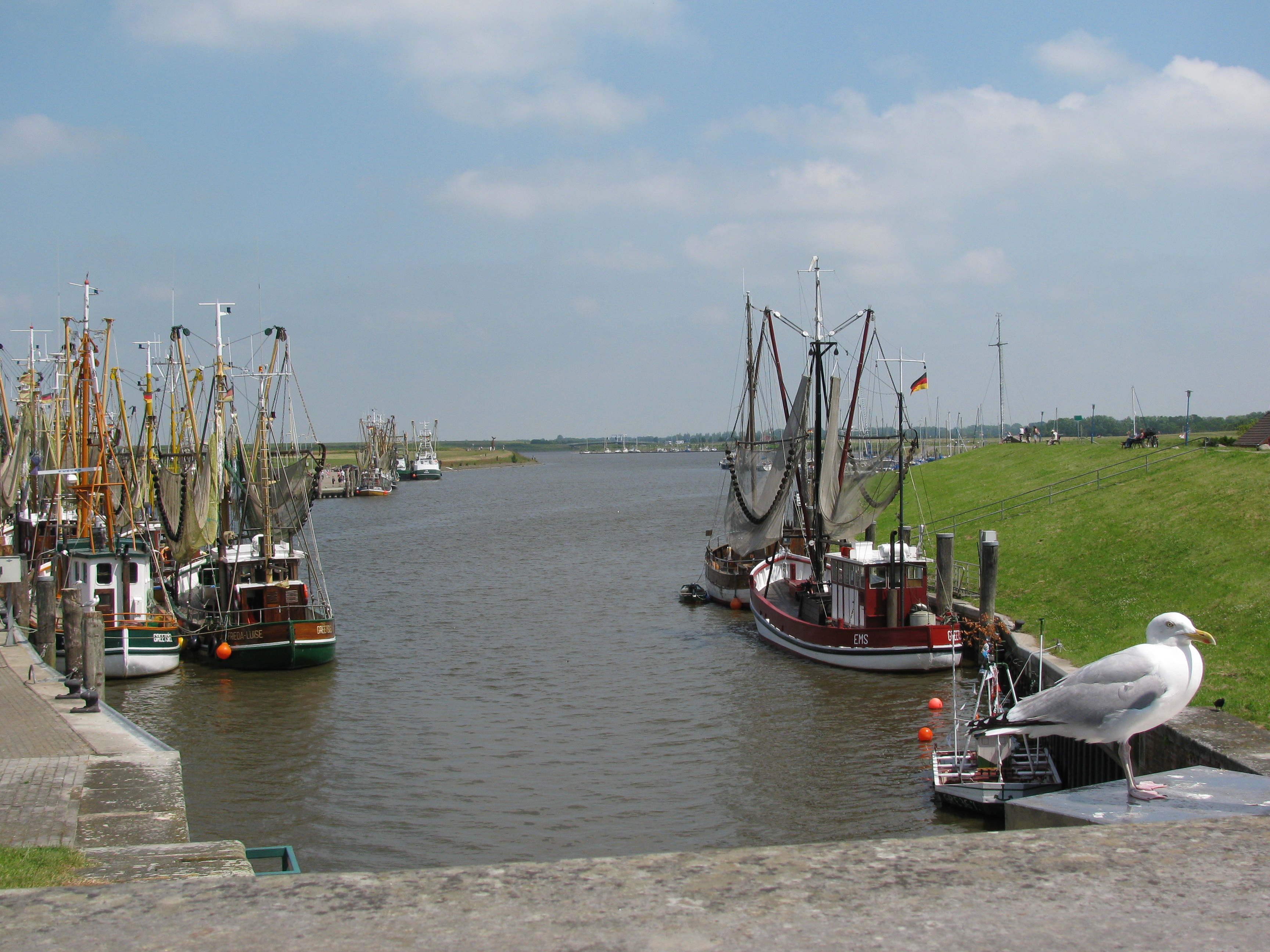
Haven van het dorp Greetsiel.

Krummhörn is een gemeente en een landstreek in de Duitse deelstaat Nedersaksen. De gemeente ligt in de regio Oost-Friesland en behoort bestuurlijk tot de Landkreis Aurich. De gemeente telt 11.832 inwoners. De hoofdplaats is Pewsum.
Historisch-geografisch staat de landstreek tussen Greetsiel en Oldersum bekend als de Krummhörn. Dit betekent dat de landstreek de huidige gemeenten Krummhörn en Hinte en de stad Emden omvat.

## Geschiedenis
De gemeente Krummhörn is in 1972 ontstaan uit een gemeentelijke herindeling van 19 daarvoor onafhankelijke gemeenten. De relatief jonge gemeente kent een indrukwekkende geschiedenis die ook zichtbaar is in de overvloed aan middeleeuwse kerken die het beeld van Krummhörn bepalen.
Veel van de dorpen zijn gesticht op warften die al voor het begin van de jaartelling werden opgeworpen in het toen nog niet door dijken beschermde land. Net als in Groningen en Friesland ontvolkte het gebied in de periode van de volksverhuizingen, grofweg de vijfde en zesde eeuw.
In 1919, in de politiek onrustige tijd van de Novemberrevolutie, vonden er vanuit de stad Emden plundertochten door opstandige, honger lijdende arbeiders plaats. Men had het gemunt op o.a. het vee van de Krummhörner boeren, vandaar de historische benaming Speckumzüge. De rooftochten leidden tot de tijdelijke vorming van burgermilities in de dorpen. Begin 1920 maakte de Reichswehr aan deze situatie, af en toe met geweld, een einde. Op 1 april 1920 werden de burgermilities ontbonden.

### Herkomst van de naam
De naam Krummhörn is Oostfries Nedersaksisch en betekent kromme hoek. De naam van het dorp Visquard is niet van vis, maar van Duits: Wiese (weide) afgeleid.

## Buurgemeentes
- In het noorden: Norden
- In het noordoosten: Wirdum, deel van de Samtgemeinde Brookmerland
- In het oosten: Hinte
- In het zuiden: Emden

## Bestuurlijke indeling

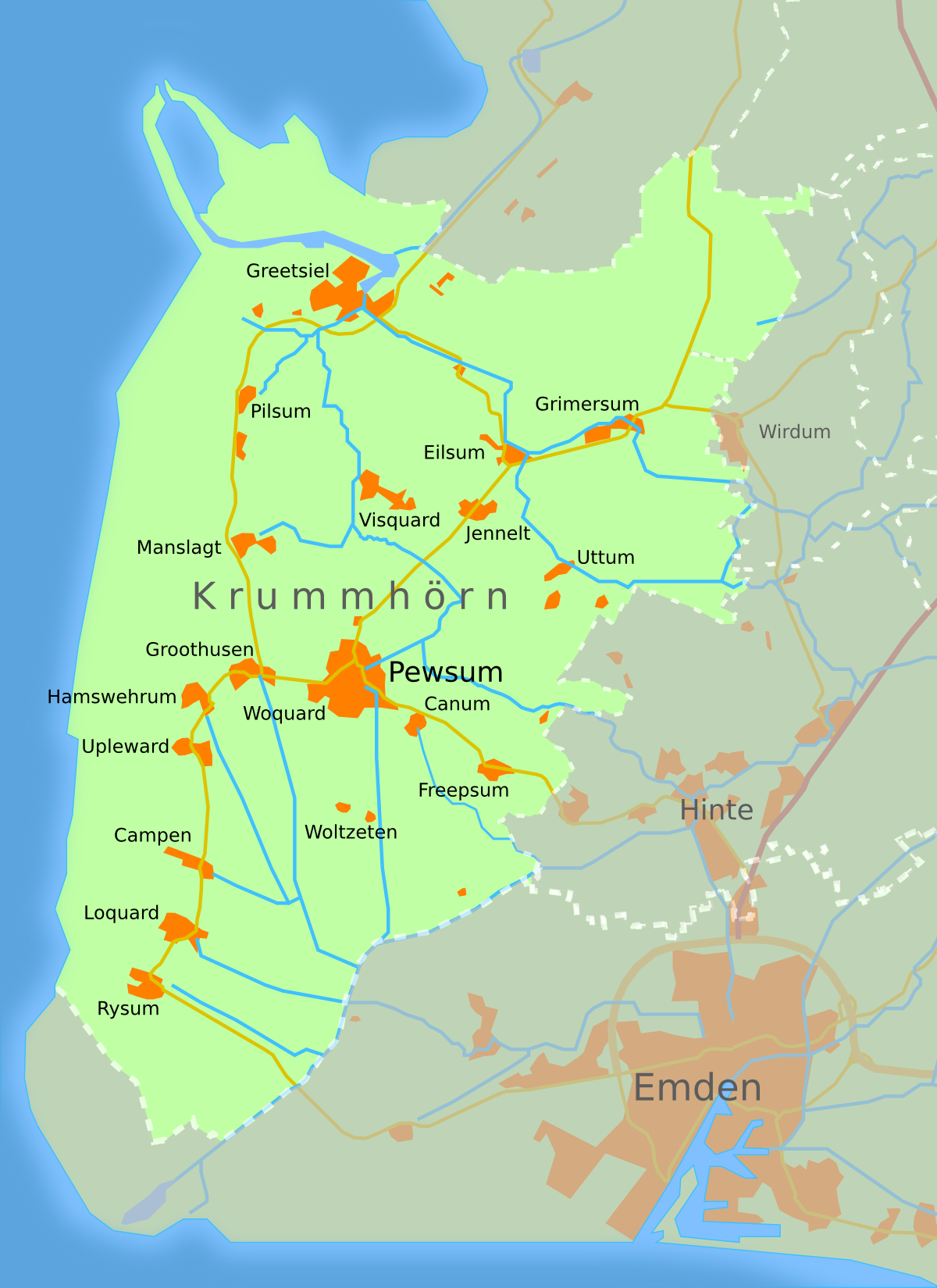
Kaart van de gemeente

De gemeente Krummhörn bestaat uit de volgende 19 Ortsteile (tussen haakjes het aantal inwoners in december 2008):
| - Campen (536) - Canum (292) - Eilsum (618) - Freepsum (437) - Greetsiel (1534) - Grimersum (658) - Groothusen (474) | - Hamswehrum (505) - Jennelt (375) - Loquard (670) - Manslagt (418) - Pewsum (hoofdplaats) (3352) - Pilsum (603) - Rysum (748) | - Upleward (400) - Uttum (516) - Visquard (735) - Woltzeten (193) - Woquard (184) |

## Verkeer en vervoer
De dichtstbijzijnde autosnelweg is de Autobahn A31 rondom Emden.
Spoorwegen zijn in de gemeente niet meer te vinden. Er zijn enkele frequente streekbuslijnen, o.a. die van Emden via Pewsum naar Greetsiel, waar men op een bus naar Norden kan overstappen.
De gemeente stimuleert het gebruik van de fiets sterk, ook voor de dagelijkse rit van huis naar werk of school en terug.

## Economie
Van economisch belang in de gemeente zijn:
- de garnalenvisserij en de daarmee samenhangende visverwerkende industrie te Greetsiel
- een bedrijventerrein voor lokaal midden- en kleinbedrijf te Pewsum
- het toerisme (zie hieronder: bezienswaardigheden)
- de veeteelt in de uitgestrekte weidegebieden tussen de dorpen
- de auto- en andere fabrieken te Emden: vooral in de zuidelijker gelegen dorpen van de Krummhörn wonen veel forensen, die daar werken.

## Bezienswaardigheden
- De vuurtoren van Campen en die van Pilsum
- De talrijke middeleeuwse dorpskerken, zie de afzonderlijke pagina's per dorp of Lijst van historische kerken in Oost-Friesland. Er zijn toeristische fietsroutes van dorpskerk naar dorpskerk uitgezet.
- De Manningaburg te Pewsum
- De haven en dorpskern van Greetsiel met o.a. de Greetsielse Tweelingsmolens
- Het uit 1597 daterende historische rentmeestershuis te Uttum
- Er zijn mogelijkheden tot het maken van aantrekkelijke fietstochten, er zijn uitgezette fietsroutes aanwezig; geharde fietsers en wandelaars kunnen ook delen van de Waddenzeedijk in hun route opnemen.
- Vanuit verschillende dorpen kan men westwaarts de Waddenzee bereiken. Op enkele plaatsen liggen direct achter de zeedijk campings, en hier en daar worden wadloopexcursies aangeboden.

## Politiek
De gemeenteraad bestaat uit 30 zetels, plus de zetel voor de gekozen burgemeester. Deze zit ambtshalve in de raad. De raad is als volgt samengesteld:
| Partij                | 2006 | 2011 | 2016 |
| --------------------- | ---- | ---- | ---- |
| SPD                   | 19   | 14   | 11   |
| CDU                   | 5    | 4    | 5    |
| SWK*                  | -    | 5    | 4    |
| Freie Bürgerliste     | 3    | 3    | 3    |
| RFK/KLG               | 2    | 1    | 2    |
| FDP                   | 1    | 0    | 0    |
| Bündnis 90/Die Grünen | -    | 2    | 2    |
| Die Linke             | -    | 1    | 1    |
| Einzelbewerber        | -    | -    | 2    |
| Burgemeester          | 1    | 1    | 1    |

- De SWK is een afsplitsing van de SPD. Na de gemeenteraadsverkiezingen van 2006 scheidden vier leden van de SPD zich af, in 2011 namen zij als partij deel aan de verkiezingen.

## Beroemde personen
- Ubbo Emmius, geleerde en eerste Rector Magnificus van de Academie te Groningen, was afkomstig uit Greetsiel.
- De familie van Ub Iwerks komt oorspronkelijk uit Uttum.